# South Miami
South Miami – miasto w Stanach Zjednoczonych, w stanie Floryda, w hrabstwie Miami-Dade.